# Austin Head
Der Austin Head ist eine Landspitze an der Südküste Südgeorgiens. Sie ragt 3 km nordnordwestlich des Leon Head in den Undine South Harbor.
Der South Georgia Survey nahm zwischen 1951 und 1957 Vermessungen der Formation vor. Das UK Antarctic Place-Names Committee benannte die Landspitze 1958 nach dem US-amerikanischen Kaufmann Elijah Austin (1751–1794) aus New Haven, Connecticut, der im Jahr 1790 die ersten beiden Schiffe aus den Vereinigten Staaten für die Robbenjagd nach Südgeorgien entsandt hatte.